# Округ Халифакс (Вирџинија)
Округ Халифакс (енгл. Halifax County) је округ у америчкој савезној држави Вирџинија.

## Демографија
По попису из 2010. године број становника је 36.241, што је 1.114 (-3,0%) становника мање него 2000. године.
| Група             | 2000.          | 2010.          |
| Белци             | 22.313 (59,7%) | 21.804 (60,2%) |
| Афроамериканци    | 14.204 (38,0%) | 13.293 (36,7%) |
| Азијати           | 91 (0,2%)      | 133 (0,4%)     |
| Хиспаноамериканци | 458 (1,2%)     | 587 (1,6%)     |
| Укупно            | 37.355         | 36.241         |